# Dot et le Kangourou
Pour plus de détails, voir Fiche technique et Distribution.
Dot et le Kangouru est un film d’animation sorti en 1977. Il est adapté du roman Dot et le Kangourou d’Ethel Pedley.

## Fiche technique
- Réalisation : Yoram Gross
- Scénario : Yoram Gross et John Palmer, d'après le livre d'Ethel Pedley
- Musique : Bob Young
- Montage : Rod Hay, Klaus Jaritz
- Production : Yoram Gross
- Production associée : Sandra Gross
- Sociétés de production : Australian Film Commission, Yoram Gross Films Pty Ltd
- Pays de production : Australie
- Durée : 72 minutes
- Genre : animation
- Langue originale : Anglais

## Distribution

### Voix originales
- Barbara Frawley (en) : Dot
- Joan Bruce (en) : Le Kangourou et la maman de Dot
- Spike Milligan : Monsieur Platylus l'ornithorynque
- June Salter (en) : Madame Platylus l'ornithorynque
- Ross Higgins (en) : Willy l'oiseau chanteur
- Ron Haddrick : Le père de Dot
- Lola Brooks (en)
- Peter Gwynne (en)
- Richard Meikle (en) : Jack l'ouvrier

### Voix françaises
- Amélie Morin : Dot
- Perrette Pradier : Le Kangourou
- Philippe Dumat : Monsieur Platylus l'ornithorynque
- Jacques Ciron : Le Lézard
- Denis Boileau : Le Koala
- Arlette Thomas : Divers animaux